# Commercial Radio Australia
A Commercial Radio Australia (CRA) é o órgão máximo da indústria de radiodifusão comercial na Austrália. Fornece representação e advocacia em assuntos estatutários, regulamentares e técnicos comuns; desenvolve padrões, incluindo o código de prática; gerencia pesquisas e relatórios em todo o setor, incluindo a coleta de dados de classificação de audiência; e executa os prêmios comerciais da indústria.

## Sobre
Em 1924, a Austrália introduziu licenças de rádio de classe B para estações que seriam totalmente financiadas por publicidade e não por uma taxa de licença de ouvinte. Em 1928, os titulares de licenças da Classe B decidiram formar uma federação de organizações estatais, a Federação Australiana de Estações de Transmissão ["B"] (AFBS), para representar e promover seus interesses comuns, inclusive contra os titulares da licença da Classe A . Isso foi renomeado em 1930 como Federação Australiana de Estações Comerciais de Radiodifusão (AFCBS) e posteriormente renomeado para Federação de Radiodifusores Comerciais Australianos (FACB) e Federação de Radiodifusores Australianos (FARB).  Foi alterado para seu nome atual em 2002.
A organização foi fundada para fornecer representação sobre preocupações comuns como o uso do termo "classe B", pagamentos de royalties e direitos autorais e requisitos de transmissores. Em meados da década, as estações da classe B começaram a ser chamadas de "comerciais", mas o termo mais antigo permaneceu em uso até a Segunda Guerra Mundial.
A organização continuou a fornecer representação e consultoria do setor na década de 1930 e visava a auto-regulação do setor. Em 1936, produziu o Código de Ética do setor e, em 1938, começou a credenciar agentes de publicidade federalmente. O governo federal concordou em março de 1939 em aumentar a representação regulatória da organização, com um comitê informal composto por um representante técnico do Departamento Geral dos Correios, um representante da AFCBS e um presidente legalmente treinado. No entanto, isso não ocorreu após mudanças de ministro.
A autorregulação da indústria aumentou com o lançamento da Lei de Serviços de Radiodifusão de 1992, que permitiu que grupos da indústria desenvolvessem códigos de prática sob a seção 123 da Lei. Esses códigos de prática são registrados e aplicados pela Australian Communications and Media Authority (ACMA), o regulador de transmissão. O CRA desenvolveu os códigos de práticas iniciais para o rádio comercial em 1993 e lançou versões atualizadas em 2004, 2010 e 2013. ACMA, no entanto, teve dificuldade em impor a conformidade do rádio comercial com esses códigos de prática, em particular transmissões feitas por Alan Jones e Kyle Sandilands.
O CRA gerencia a coleta de dados de classificações de audiência. A partir de janeiro de 2017, isso é realizado sob contrato pela GfK.
O CRA realiza o Australian Commercial Radio Awards para estações e pessoal, e o Siren Awards para publicidade no rádio.